# 胡列塔·克鲁斯
胡列塔·米凯拉·克鲁斯（西班牙語：Julieta Micaela Cruz；1996年6月4日—），阿根廷女子足球运动员，司职右后卫，目前效力于博卡青年竞技俱乐部和阿根廷国家女子足球队。她曾代表阿根廷参加2023年国际足联女子世界杯和2024年美洲女子金杯等多场国际赛事。